# Colonia Ernesto Che Guevara
Colonia Ernesto Che Guevara är en ort i Mexiko.   Den ligger i kommunen Teloloapan och delstaten Guerrero, i den södra delen av landet, 130 km söder om huvudstaden Mexico City. Colonia Ernesto Che Guevara ligger 974 meter över havet och antalet invånare är 299.
Terrängen runt Colonia Ernesto Che Guevara är kuperad söderut, men norrut är den bergig. Terrängen runt Colonia Ernesto Che Guevara sluttar söderut. Runt Colonia Ernesto Che Guevara är det ganska tätbefolkat, med 116 invånare per kvadratkilometer. Närmaste större samhälle är Iguala de la Independencia, 9,4 km öster om Colonia Ernesto Che Guevara. I omgivningarna runt Colonia Ernesto Che Guevara växer huvudsakligen savannskog.